# James Thomas O’Dowd
James Thomas O’Dowd (ur. 4 sierpnia 1907 w San Francisco, Kalifornia, zm. 5 lutego 1950 tamże) – amerykański duchowny katolicki, biskup pomocniczy San Francisco w latach 1948-1950.

## Życiorys
Święcenia kapłańskie otrzymał 4 czerwca 1932 roku i inkardynowany został do rodzinnej archidiecezji.
22 maja 1948 papież Pius XII mianował go biskupem pomocniczym San Francisco ze stolicą tytularną Cea. Sakry udzielił mu ówczesny zwierzchnik archidiecezji John Joseph Mitty. Zginął w wypadku samochodowym. Pochowany został na katolickim cmentarzu w Colma w Kalifornii.
Tuż przed nagłą śmiercią był jednym z pomysłodawców i organizatorów szkoły katolickiej w Oakland. Jej budowę ukończono w roku 1951 i została nazwana jego imieniem (Bishop O’Dowd High School).